# Рушоран, Петер
Пе́тер Рушоран (венг. Rusorán Péter; 11 апреля 1940, Будапешт, Венгрия — 14 февраля 2012, Палознак, Венгрия) — венгерский ватерполист и тренер, чемпион летних Олимпийских игр в Токио (1964).

## Спортивная карьера
С 1949 г. выступал в высшей лиге венгерского чемпионата. Успешно играл на международной арене — бронзовый призёр летних Олимпийских игр в Риме (1960), чемпион летних Игр в Токио (1964); принимал участие а Олимпиаде в Мехико (1968). Также являлся победителем Универсиады (1965, Будапешт) и обладателем Кубка Венгрии (1971). Завершил карьеру в 1972 г.
Успешно сложилась его карьера в качестве тренера. Возглавляя с небольшими перерывами венгерский «Вашаш» (1972—1986), он семь раз приводил клуб к званию чемпиона страны, дважды выигрывал Кубок европейских чемпионов, один раз — Кубок обладателей кубков. В 1983—1985 гг. — главный тренер национальной сборной по водному поло. Затем возглавлял клубы из Греции, ФРГ и Швейцарии, в частности, западногерманский Шпандау-04.